# Глинокарьер
Глинокарьер (укр. Глинокар'єр) — посёлок, относится к Попаснянскому району Луганской области Украины.
Население по переписи 2001 года составляло 9 человек. Почтовый индекс — 93309. Телефонный код — 274. Занимает площадь 0,085 км². Код КОАТУУ — 4423856903.

## Местный совет
93340, Луганська обл., Попаснянський р-н, смт. Комишуваха, вул. Космічна, 1  (укр.)